# De Kampel

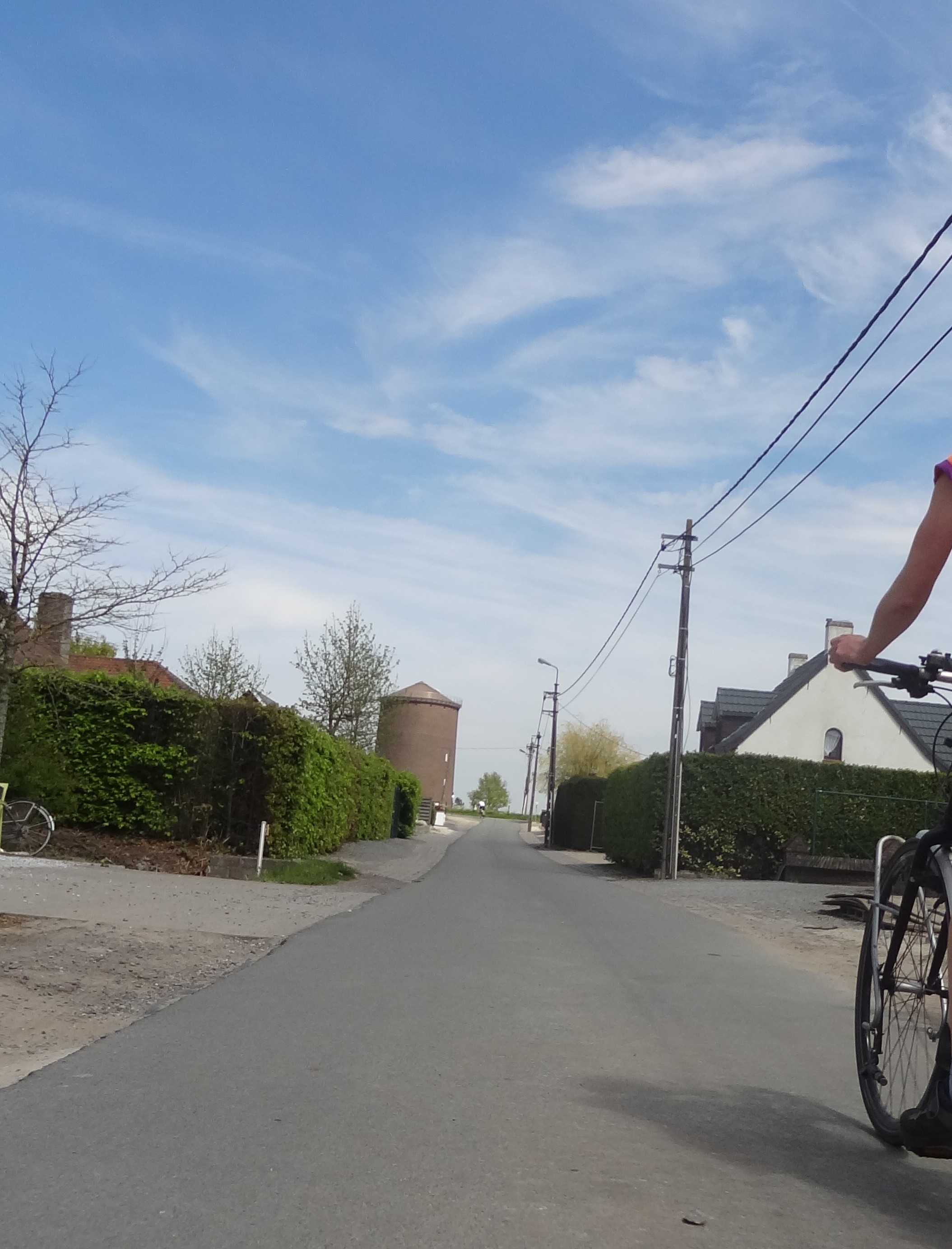
De klim van De Kampel

De Kampel is een heuvel in het Belgische dorpje Kleit. De heuvel is 28 meter hoog en loopt door tot in de deelgemeente Adegem. Sinds 1971 staat er een watertoren op. De Kampel maakt onderdeel uit van de Cuesta Zomergem-Oedelem.

## Wielrennen
De heuvel is soms onderdeel van wielerwedstrijden - zoals de lokale koers Maldegem-Kleit of de 5e rit (Maldegem-Kleit) van de Ronde van Oost-Vlaanderen in 2021 - en vormt een stevige beklimming. Hij wordt daarom ook wel de 'Poggio van Kleit' genoemd, naar de Poggio di San Remo. In 2002 werd de helling opgenomen in het parkoers van de Belgisch kampioenschap wielrennen voor heren elite met contract. 

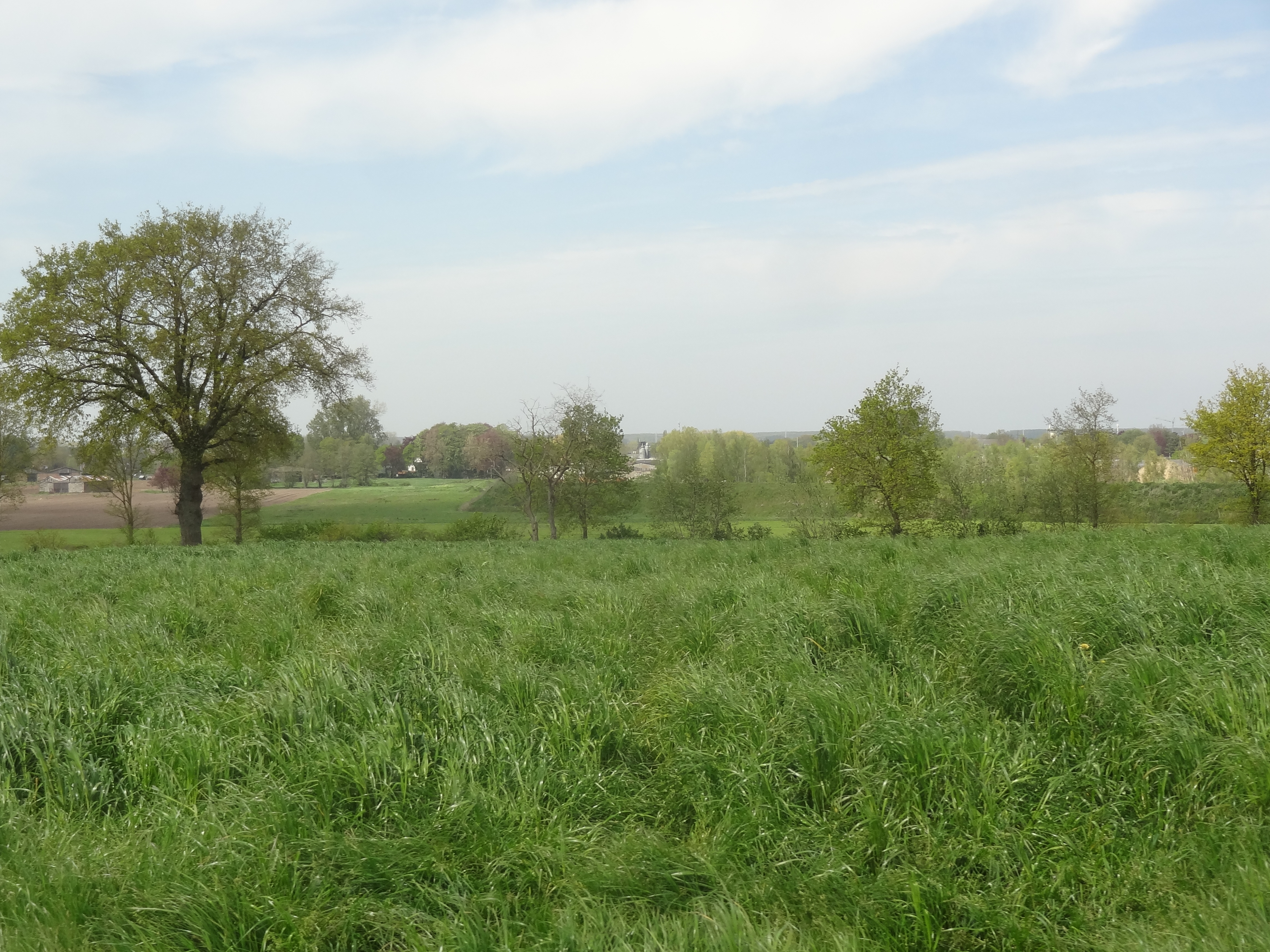
Uitzicht vanaf De Kampel richting Maldegem
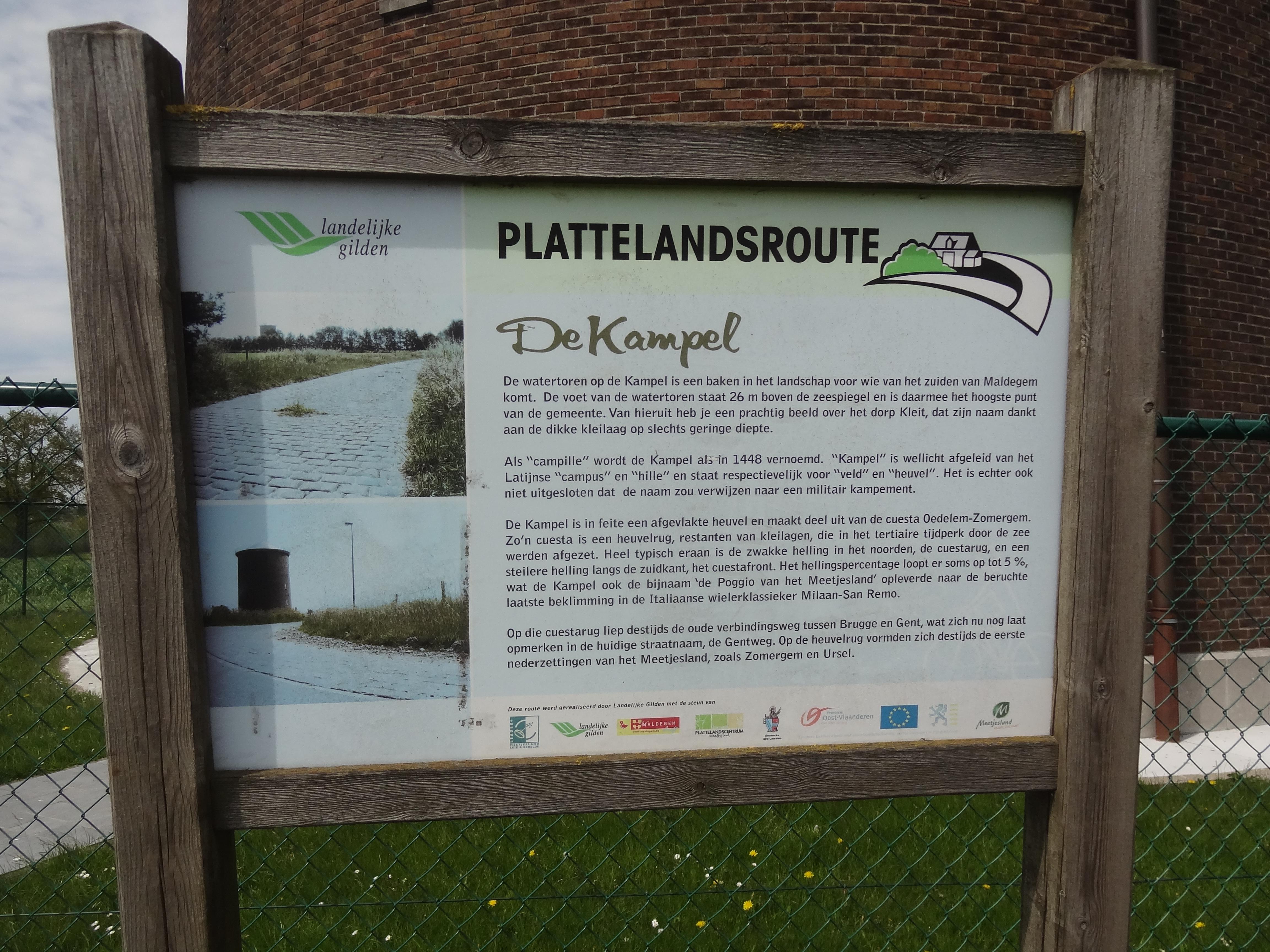
Informatiebord op de top

.